# Komárno (ort i Tjeckien)
Komárno är en ort i Tjeckien.   Den ligger i regionen Zlín, i den östra delen av landet, 250 km öster om huvudstaden Prag. Komárno ligger 362 meter över havet och antalet invånare är 315.
Terrängen runt Komárno är platt åt nordväst, men åt sydost är den kuperad.Runt Komárno är det ganska tätbefolkat, med 75 invånare per kvadratkilometer. Närmaste större samhälle är Vsetín, 18,9 km sydost om Komárno. I omgivningarna runt Komárno växer i huvudsak blandskog.